# رودلف أندرسون
رودلف أندرسون (بالإنجليزية: Rudolf Anderson)‏ (و. 1927 – 1962 م) هو ضابط، من الولايات المتحدة الأمريكية، ولد في غرينفيل، ويحمل رتبة عسكرية رائد، توفي عن عمر يناهز 35 عاماً.
كان رودولف أندرسون جونيور هو الوحيد الذي قُتل بنيران العدو خلال أزمة الصواريخ الكوبية، توفي أندرسون عندما أسقطت طائرته التجسسية U-2 فوق كوبا، في 27 أكتوبر، أقلع أندرسون في طائرة من طراز U-2F (رقم تسلسلي AF 56-6676) من قاعدة مكوي الجوية في أورلاندو في فلوريدا، وبعد ساعات قليلة من مهمته، تم إسقاطه بواسطة صاروخ أرض-جو قدمه الاتحاد السوفيتي لكوبا وهو من نوع أس-75 دفينا (يسميه الناتو SA-2 Guideline ) وأسقطت الطائرة بالقرب من بانيس، كوبا. 
ذكرت وثيقة وكالة المخابرات المركزية بتاريخ 28 أكتوبر ، 1962 في الساعة 0200  «ربما كان فقدان U-2 فوق بانيس ناتجًا عن اعتراض نظام أس-75 دفينا في موقع بانيس، أو نقص الأكسجين، مع ترجيح الاحتمال الأول على أساس المعلومات الحالية». 
قُتل أندرسون عندما اخترقت شظية من رأس حربي بذلة الضغط الخاصة به، مما تسبب في فك الضغط على علو شاهق.

## معرض صور

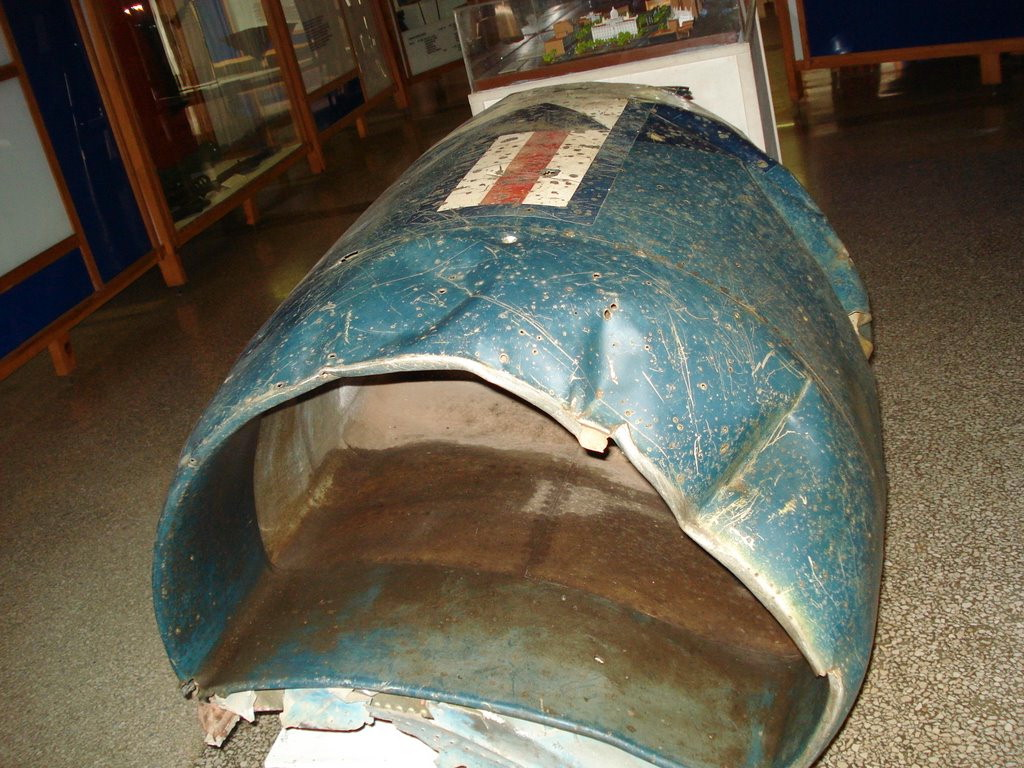
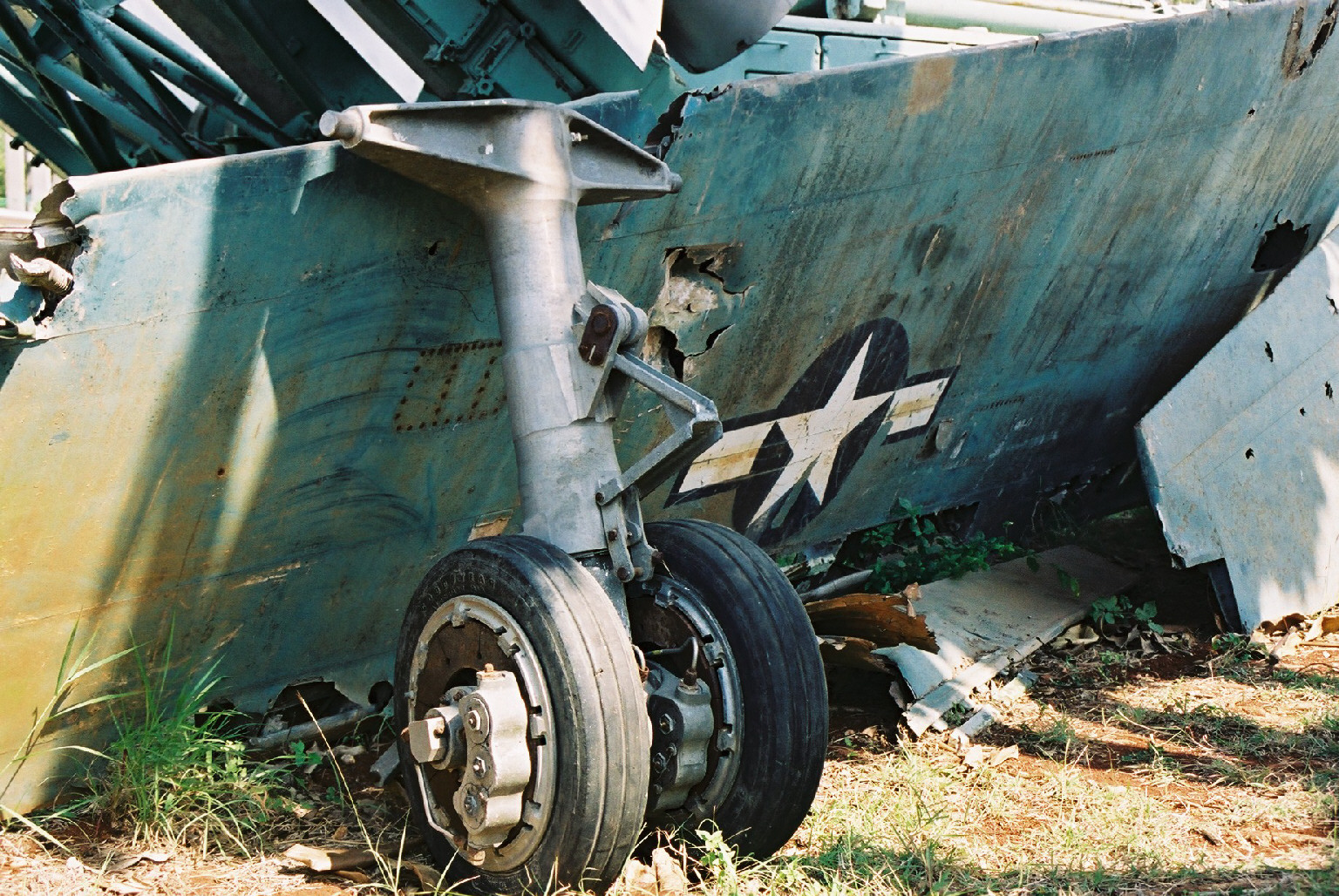
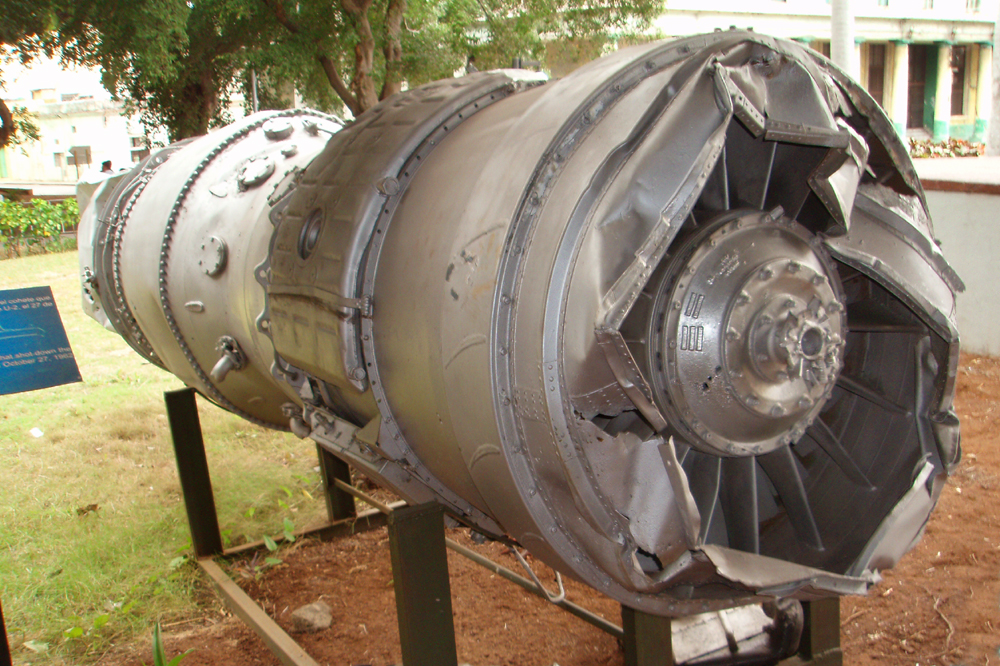
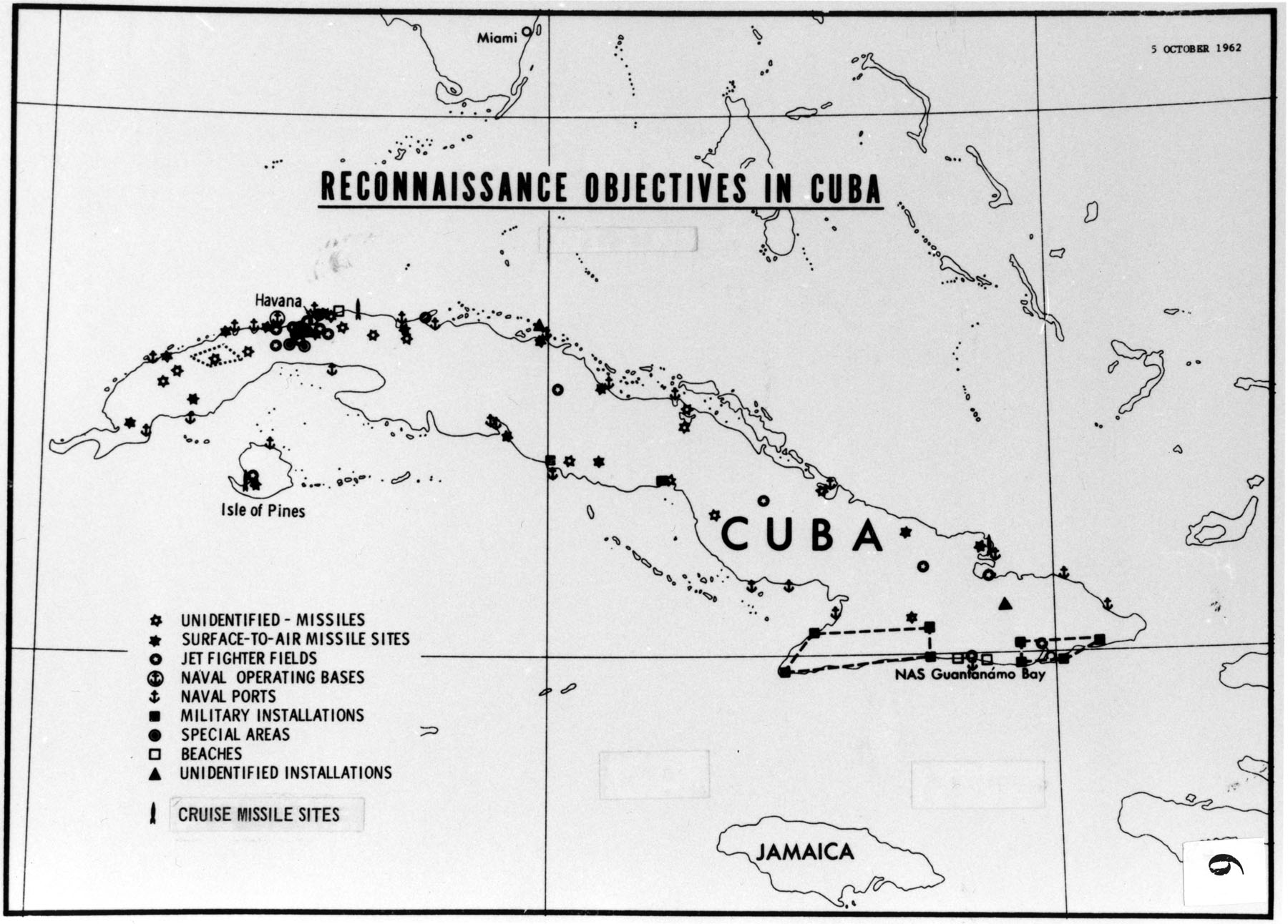

## التعليم
تعلم في جامعة كليمسون.

## الخدمة العسكرية
خدم في القوات الجوية الأمريكية.

## جوائز
حصل على جوائز منها:
- صليب الطيران المتميز
- ميدالية الخدمة المتميزة للقوات الجوية [الإنجليزية]‏
- وسام القلب الأرجواني
- صليب الطيران الفخري.
- أزمة صواريخ كوبا.